# Many Moods of the Upsetters
Many Moods of the Upsetters è una raccolta di rari brani del gruppo reggae The Upsetters, prodotta da Lee "Scratch" Perry.
Pubblicato originariamente nel 1970 su etichetta Upsetter Records, poi su etichetta Economy Records, è stato ripubblicato nel 1981 su LP su etichetta Pama Records e su CD su etichetta Jet Star con il titolo The Best of Lee Perry & The Upsetters Vol. 2.

## Tracce

### Lato A
1. X Ray Vision - The Upsetters
2. Cant Take it Anymore - David Isaacs
3. Soul Stew - The Upsetters
4. Low Lights - The Upsetters
5. Cloud Nine - Carl Dawkins
6. Beware Fade - The Upsetters

### Lato B
1. Serious Joke - The Upsetters
2. Goosy - Pat Satchmo
3. Prove It - The Upsetters
4. Boss Society - Pat Satchmo
5. Mean & Dangerous - The Upsetters
6. Games People Play - The Upsetters
7. Extra - The Upsetters